# Шриватса Госвами
Шриватса Госвами (англ. Shrivatsa Goswami, род. 27 октября 1950) — индийский кришнаитский религиозный деятель и учёный-индолог. Принадлежит к брахманской семьи из Вриндавана, члены которой на протяжении более четырёх столетий были смотрителями храма Радхараманы — одного из известнейших вриндаванских храмов, основанного в 1542 году богословом и святым Гопалой Бхаттой Госвами. Шриватся Госвами является научным руководителем «Шри Чайтанья према самстханы» (Sri Caitanya Prema Samsthana).

## Биография
Шриватса Госвами родился в святом для вайшнавов месте паломничества Вриндаване, в семье Пурушоттамы Госвами — смотрителя известного храма Радхараманы. Как и его отец, Шриватса Госвами принадлежит к линии потомственных брахманов-священослужителей, из поколения в поколение заботившихся о поддержании этого храма, основанного кришнаитским святым Гопалой Бхаттой Госвами в 1542 году.
Шриватса Госвами получил образование в Бенаресском индуистском университете, гле позднее также преподавал.
В 1972 году им, по другим данным, его отцом Пурушоттамой Госвами, была основана Шри Чайтанья према самстхана (Sri Caitanya Prema Samsthana) — научная и культурная организации, занимающейся изучением вайшнавской философии и культуры, в особенности Вриндавана, и поддержкой традиционного вишнуизма.

## Избранная библиография
Монографии
- John S. Hawley, Shrivatsa Goswami. At Play with Krishna: Pilgrimage Dramas from Brindavan. — Princeton, NJ: Princeton University Press, 1981. — xvi, 339 p. — ISBN 0691064709.
- Shrivatsa Goswami. Celebrating Krishna. — Vrindavan: Sri Caitanya Prema Samsthana, 2001. — 243 p. — ISBN 8190138103.

Научные статьи и рецензии
- Shrivatsa Goswami. Rādhā: The Play and Perfection of Rasa // John S. Hawley, Donna M. Wulff The Divine Consort: Rādhā and the Goddesses of India. — Berkeley, CA: Berkeley Religious Studies Series, 1982. — С. 72—88. — ISBN 0895811022.
- Shrivatsa Goswami, Steven J. Gelberg. Interview With Shrivatsa Goswami // Steven J. Gelberg Hare Krishna, Hare Krishna: Five Distinguished Scholars on the Krishna Movement in the West, Harvey Cox, Larry D. Shinn, Thomas J. Hopkins, A. L. Basham, Shrivatsa Goswami. — New York: Grove Press, 1983. — С. 196—258. — ISBN 0394624548.
- Shrivatsa Goswami. Review of Śrīla Prabhupāda-Līlāmṛta by Satsvarūpa dāsa Goswāmī // The Journal of Asian Studies. — Ann Arbor, MI: Association for Asian Studies, 1983. — Вып. 42, № 4. — С. 986—988. — ISSN 0021-9118. — JSTOR 2054828.
- Shrivatsa Goswami, Steven J. Rosen. Acintya Bhedābheda // Steven J. Rosen Vaiṣṇavism: Contemporary Scholars Discuss the Gauḍīya Tradition. — New York: Folk Books, 1992. — С. 249—259. — ISBN 0961976365.
- Shrivatsa Goswami, Margaret H. Case. The Miraculous: The Birth of a Shrine // John S. Hawley, Vasudha Narayanan The Life of Hinduism. — Berkeley: University of California Press, 2006. — С. 53—62. — ISBN 0520249143.